# Mark (historieta)
Mark es una historieta argentina de acción postapocalíptica y ciencia ficción creada por el guionista Robin Wood y el dibujante Ricardo Villagrán y publicada por primera vez en el Anuario n.º 13 de la revista de Editorial Columba El Tony, en 1977. La historia está clara y confesamente inspirada en la película The Omega Man (1971) –la segunda adaptación cinematográfica de la novela Soy leyenda, de Richard Matheson- la historieta parte de una premisa similar a la del film pero se ve disparada hacia distintos rumbos y presenta personajes diferentes
Robin Wood decidió el nombre titular de Mark inspirándose en el nombre de uno de sus hijos, Mark Wood, quien era un niño en el momento en que se editó el primer capítulo de la historieta. Si bien el rostro del protagonista en su versión adulta se asemeja estéticamente (como se ha señalado en ocasiones) al del actor Richard Hatch –famoso en los '70s por su participación en series como Kung Fu, Las calles de San Francisco y posteriormente Battlestar Galáctica–, al contrario de lo que sucedería con otros personajes creados por Ricardo Villagrán, el artista no usó como referencia un modelo de la vida real a la hora de diseñarlo.
En varios aspectos Mark resultó ser una historieta muy avanzada para la época, y los directivos de Columba tuvieron guardados los tres primeros números realizados durante tres años, debido a que se mostraban algo reacios a publicar historias sobre personajes del estilo superhéroes y no sabían si la idea podía resultar vendible. Hasta 1983, se publicaron en El Tony alrededor de 109 episodios de Mark, todos dibujados por Ricardo Villagrán, pero muchas veces asistido por los usuales colaboradores de su estudio: Jorge Zaffino, Carlos Pedrazzini, Víctor Toppi, etc. Alrededor de una centena de esos episodios son obra de Robin Wood; del resto se hicieron cargo Ricardo Ferrari y Armando Fernández.
Mark se reeditó hasta los años '90s. En 1998 apareció en el mercado Mark 2, con guiones de Pablo Munn y dibujos de Sergio Ibáñez, que constituyó una etapa breve y poco recordada de la tira. En el año 2000 la editorial Columba recurriría a una nueva edición de los capítulos originales junto a tapas nuevas (diseñadas por dibujantes populares del cómic argentino del momento), pero esta tirada solo se produjo durante un corto período, debido al cierre de la editorial poco antes de estallar la crisis argentina de 2001.
La historia central relatada en Mark, además de reflejar el valor de la amistad y la camaradería (un recurso habitual en las historias escritas por Robin Wood) constituye a la vez una sutil crítica a las clases sociales, al poder político y bélico, y a la teoría de la "supervivencia del más apto".

## Estructura
La trama se compone de un capítulo piloto que lleva el título homónimo de la historieta y a partir del segundo capítulo se desarrolla la fórmula argumental que se repetirá a modo de serie en los diferentes episodios.

### Argumento
Una nube de contaminación devastadora como producto de una compleja reacción de materiales radiactivos y bacteriológicos ha comenzado a arrasar la Tierra. Ante la incapacidad de frenar el inminente apocalipsis que acabará con la vida animal sobre el planeta, un consejo de altos funcionarios gubernamentales deciden que la única opción para que la raza humana logre sobrevivir al caos se halla en el centro experimental, una ciudad con avanzada tecnología que dispone de una cúpula de contención capaz de resistir explosiones atómicas. El Centro Experimental dispone de todos los recursos necesarios para que los humanos sobrevivan por un largo tiempo, sin embargo, solo 10.000 personas podrán poblar ese centro y deberán elegir a los más óptimos como modelos para el nuevo mundo. Para tal fin una avanzada computadora se encarga de seleccionar a aquellos con mayor inteligencia y salud. De esa manera cientos de jóvenes con capacidades especiales son seleccionados y clasificados para poblar la nueva city.
Por otra parte, un matrimonio conformado por John, un militar de alto rango y su esposa Claire, deciden ocultar a su adolescente hijo Mark en un refugio camuflado como una tumba del cementerio hábilmente preparada para contener en su interior a una persona sin padecer los efectos de la nube de contaminación. Mark es trasladado hasta allí y colocado bajo sedación y con asistencia de un equipo especia con oxígeno suficiente para lograr que el joven sobreviva durante las horas que supondrá el paso de la nube.
Si bien Mark logra sobrevivir, comprueba que todas aquellas personas a las cuales la contaminación no mató, se han convertido ahora en horripilantes y deformes mutantes que se ocultan a la luz del día y buscan saciar su sed de sangre con los posibles humanos sobrevivientes. Esta nueva horda de mutantes poseen una rudimentaria alineación estratégica y no dudan en atacar a Mark apenas este comienza a transitar las calles desoladas. Sin embargo el joven ha sido entrenado en el combate con armas de fuego y posee un revólver que le heredara su padre con el cual abate a un par de mutantes apenas lo atacan. El joven sobrevive en las calles, crece y se hace más fuerte, se provee de más armas y adquiere recursos tácticos, encarnando una lucha sin cuartel por erradicar a la nueva estirpe de mutantes de la faz de la Tierra. Para ello ya desde el comienzo les advierte "-¡Digan a todos que Mark ha llegado!" 

### La fórmula de la serie
Mark viaja a través de los desolados ambientes postapocalípticos en busca de mutantes a los cuales eliminar. Más allá de los elegidos, son muchos los humanos que lograron sobrevivir por distintos medios, bien sea habiéndose ocultado en refugios atómicos o bien en cuevas y otros lugares donde la nube tóxica no logró alcanzarlos. La raza de mutantes antropófaga se ha acostumbrado a que los humanos no suelen enfrentarlos, ya sea por miedo o por su desconocimiento sobre lucha. Es por ese mismo motivo que ellos no están preparados para hacerles frente a un hombre sin miedo y que les ofrece resistencia como Mark. 
Valiéndose de distintas armas Mark sale a la caza de mutantes, protegiendo a cuantos humanos se encuentra en su camino. A su vez los mutantes tratan de reorganizarse en una búsqueda sin éxito por eliminar a quienes consideran su única némesis humana. Sin embargo la historia no resulta tan simple en este punto, ya que Mark tampoco está a favor de los habitantes de la ciudad, a los cuales considera tan aberrantes como a los mutantes. Los pobladores de la ciudad o Centro Experimental se rigen por un pequeño grupo de burócratas que a su vez confían ciegamente en los designios de las computadoras para regir el destino de sus habitantes, a los cuales la programación conductista los ha llevado a ser poco más que androides incapaces de mostrar pensamientos independientes.

## Personajes

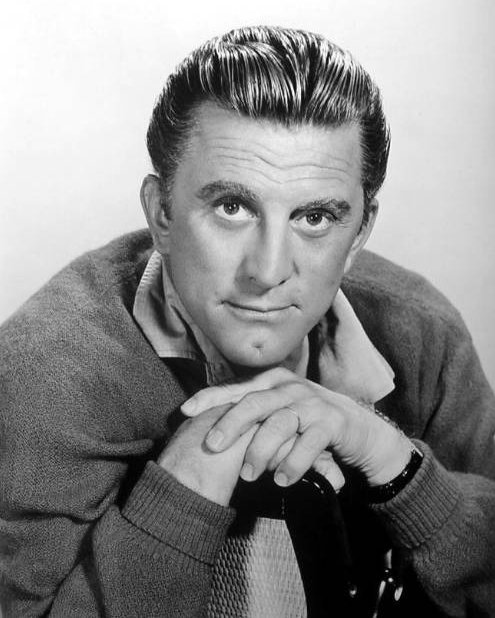
El actor Kirk Douglas en su rol de Espartaco, fue la inspiración del personaje de Hawk

Tras la devastación del mundo civilizado, la nueva sociedad postapocalítica está dividida básicamente en tres grupos; los humanos sobrevivientes, los cuales han formados pequeños grupos urbanos en distintos lugares; los mutantes que habitualmente tienen conductas antropófagas o vampíricas aunque en ciertas ocasiones pueden relacionarse con algunas de las autoridades del Centro Experimental para obtener mutuos beneficios; y por otro lado están los elegidos, aquellos jóvenes selectos bajo un programa cibernético, para establecer la nueva sociedad los cuales han sido entrenados y condicionados para cumplir con una estructura verticalista impuesta por el Centro de Decisiones y sus subordinados. Los elegidos, distanciándose de los humanos sobrevivientes fuera de la cúpula, obedecen un sistema de mandatos verticalista que les impide a priori tomar decisiones propias independientes o expresar emociones profundas. A diferencia del mundo postapocalíptico ideado por H.G. Wells en su clásica novela La máquina del tiempo, donde los homínidos estaban separados en dos razas completamente opuestas (los "morloks" y los "elois", con características de comportamiento antagónicas extremas), en el caso de Mark, las relaciones entre los tres clanes se torna mucho más compleja porque los humanos, elegidos y mutantes pueden negociar acuerdos temporales acorde a sus necesidades y conveniencias, como lo son el combatir a un mal en común superior. A pesar de esto, en la mayoría de los capítulos siguen siendo Mark y su amigo Hawk –y algunos de los personajes que encuentran a lo largo de la serie– quienes mantienen y se rigen por sus propios códigos morales, a diferencia de los otros grupos siempre cambiantes.

### Personajes principales
- Mark es el héroe protagonista por excelencia, un humano con capacidades físicas muy desarrolladas dentro de los límites humanos. Posee una gran determinación, inteligencia y habilidad en el combate, no solo con el empleo de distintas armas de fuego sino también cuerpo a cuerpo. Suele ser apodado "el gigante", debido a su altura y musculatura. Se rige bajo un código moral propio y se considera a sí mismo libre de la acción deshumanizadora de los habitantes de la ciudad. Si bien está dispuesto a combatir a los mutantes, se siente igualmente enemistado con los ciudadanos tecnocráticos del Centro Experimental, a quienes ve como meros androides incapaces de rebelarse contra el grupo líder del Centro de Decisiones. Pese a su capacidad combativa y a su carácter de guerrero nato, Mark no suele ocultar sus emociones y en diversas ocasiones puede pasar por diversos estados anímicos acorde a las situaciones que atraviesa. El  personaje no fue concebido siguiendo la estética de alguna celebridad del momento o del cine clásico aunque su nombre suele asociárselo al de Mark Wood, uno de los hijos del autor del personaje. En la historieta suele aparecer con largo cabello castaño y un torso altamente desarrollado que Mark luce desnudo casi todo el tiempo (a menos que las inclemencias climáticas impliquen usar algún abrigo). Suele vestir largas botas o borceguíes y un ajustado pantalón con un grueso cinto, del que cuelgan revólveres y cuchillos. El resto de sus armas varían entre rifles y escopetas de repetición.[7][9]
- Hawk, el aliado de Mark por excelencia en su lucha contra los mutantes y también contra todo aquel que se cruce en su camino, incluyendo a grupos humanos despiadados. Es en apariencia un humano, aunque tras haber perdido el brazo derecho, Hawk es sometido a una compleja cirugía para reimplantar el miembro el cual es sometido a la radiación que termina convirtiendo su brazo en el de un mutante. Hawk no logra controlar su brazo mutante, el cual tiene la capacidad de influir como un organismo invasivo sobre su propia mente, motivo por el cual Hawk suele cubrirlo con una anatómica armadura metálica especial que impide que el miembro mutante tome el control de su cuerpo. A su vez esta misma coraza le brinda la posibilidad de dar golpes más devastadores a sus enemigos.[12][13] Hawk adhiere en estética al look del actor Kirk Douglas en la clásica película Espartaco (1960, de Stanley Kubrick), especialmente en las escenas donde Douglas combate con una cota de malla que cubre el brazo derecho con el que maneja la espada.[14]
- Gor, un líder de los mutantes. Pese a que se rige bajo los mismos códigos que el resto de los de su clase, Gor llega a aliarse temporalmente con Mark para derrotar a uno de los jefes destructores apodado "la araña", que era un enemigo en común. Entre la mayoría de los mutantes son Gor y su esposa quienes muestran una faceta mucho más conciliadora y civilizada ante los humanos.[11]
- El Amo, un líder del Centro Experimental que desea convertir al mundo en un lugar lleno de robots o humanoides bajo sus órdenes. Mark y Hawk descubren que el Amo, junto a sus aliados, realizan constantemente (tanto a humanos como destructores y mutantes) una especie de lobotomía, donde introducen un diminuto chip capaz de hacer que quienes lo llevan no se resistan a cumplir con los deseos de su líder. El Amo se aparece ante Mark por primera vez a través de la pantalla de un monitor, y el héroe protagónico le jura que acabará con él algún día.[15]
- Arrow, una guerrera solitaria, indomable y experta en arquería, con una puntería infalible. Como una versión femenina y alternativa de Robin Hood, al igual que el héroe clásico del folklore inglés, Arrow vive también en un bosque y luego de acompañar a Mark durante varios capítulos decide permanecer en una pequeña aldea de humanos para ayudar a los más necesitados.[16][17]

### Personajes secundarios y curiosidades
Los personajes secundarios, en su mayoría, estaban basados además de celebridades del cine clásico (como Gregory Peck o Gina Lollobrigida entre otras), en muchos de los dibujantes y asistentes del estudio Nippur IV –posteriormente llamado Estudio Villagrán–, que era donde se llevaba a cabo la producción artística de la serie. Dichos personajes secundarios resultan fácilmente identificables y asociables a sus modelos inspiracionales por la similitud de sus nombres como así también por la estética. Algunos de ellos son la esclava humana Gloria, protegida de Hawk, la cual estaba basada en la periodista argentina y antigua asistente del estudio, Gloria Guerrero; también el personaje de Oskar, basado en uno de los cadetes que en esa época trabajaba para el estudio, Oscar Rodriguez. También sucedía lo mismo con los personajes de Pedrazzini, y Toppi, que estaban inspirados en los dibujantes Carlos Pedrazzini y Victor Toppi respectivamente, y con nombres homónimos en la ficción.